# Victoria Mamnguqsualuk
Victoria Mamnguqsualuk (parfois Mamnguksualuk ; 1930-2016) est une artiste inuite.

## Biographie
Née en 1930 près du lac Garry, Mamnguqsualuk vit une jeunesse nomade jusqu’à la trentaine. En 1963, pour éviter la famine, sa famille s’installe à Baker Lake. Mamnguqsualuk est l’un des huit enfants surdoués sur le plan artistique de l’artiste inuite Jessie Oonark. Parmi ses frères et sœurs, on compte les artistes Nancy Pukingrnak, Josiah Nuilaalik, Janet Kigusiuq, Mary Yuusipik Singaqti, Miriam Nanurluk et William Noah. Son mari, Samson Kayuryuk, et son fils, Paul Aglakuaq Kayuryuk, sont également des artistes.
Elle est surtout connue pour ses sérigraphies, ses pochoirs, ses gravures, mais elle travaille également dans la sculpture, les dessins et les tissus. Les représentations audacieuses du mythe des Inuits par Mamnguqsualuk ont largement été louées. À l'instar de sa mère, elle évolue facilement entre le graphisme et le textile. Huit de ses estampes font partie de la première édition imprimée de Baker Lake, en 1970, et ses œuvres figurent dans de nombreuses collections. Son travail s'inspire de certains des tropes stylistiques de l'art européen. Dans sa peinture Shaman Caribou, Mamnguqsualuk a créé une composition complexe qui illustre de nombreux aspects du monde des chamanes inuits.
Elle participe à de nombreuses expositions partout au Canada et ses œuvres figurent dans les collections du Winnipeg Art Gallery, du Musée canadien des civilisations, du Macdonald Stewart Art Centre, de la Collection canadienne McMichaels, du Musée national des beaux-arts du Québec et du Musée Glenbow. 